# Gourdon-Murat
Gourdon-Murat è un comune francese di 123 abitanti situato nel dipartimento della Corrèze, nella regione della Nuova Aquitania.

## Società

### Evoluzione demografica
Abitanti censiti